# Ernst Jacobus van Jaarsveld

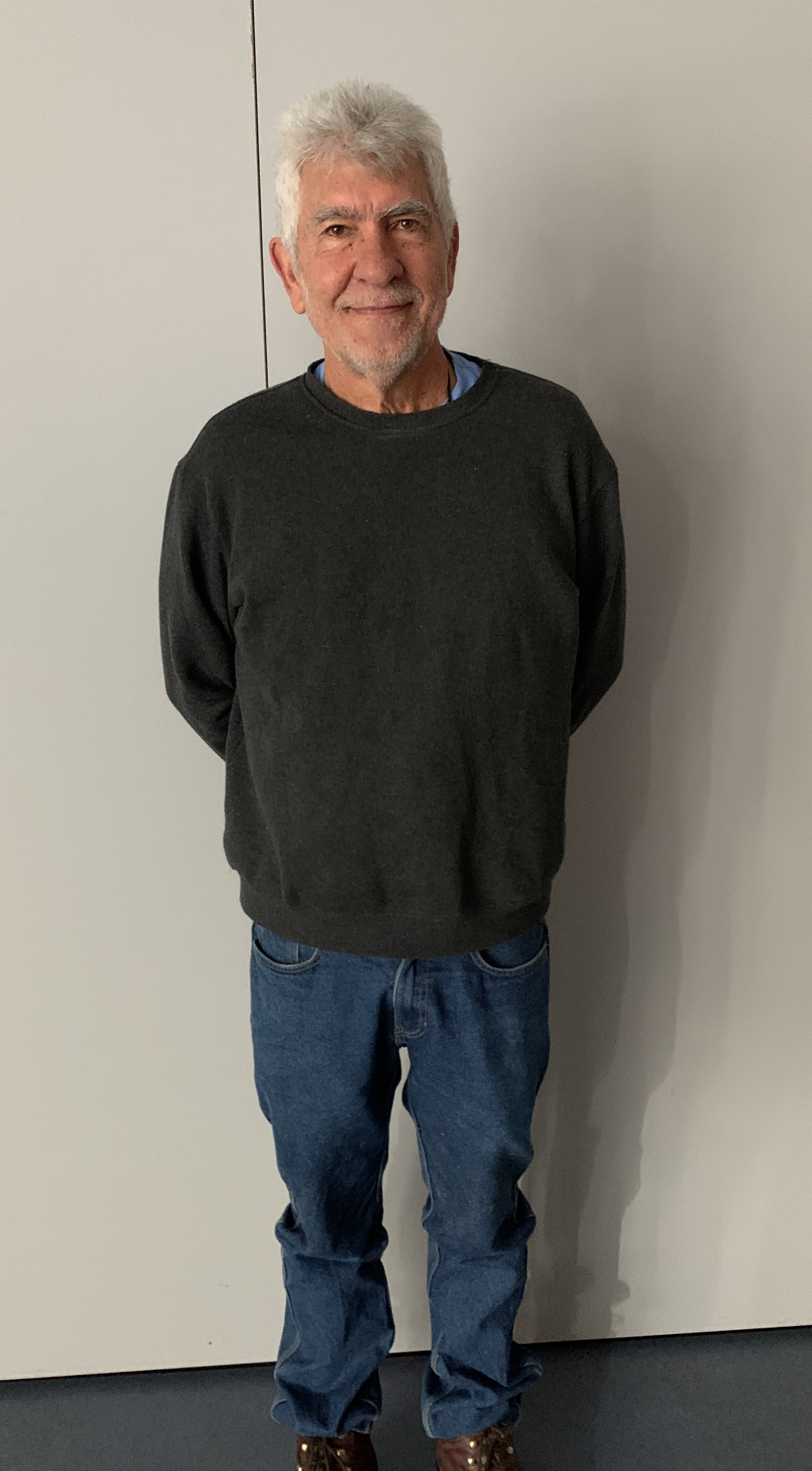
Ernst Jacobus van Jaarsveld (2022)

Ernst Jacobus van Jaarsveld (* 1953 in Johannesburg) ist ein südafrikanischer Botaniker und Autor von Fachbüchern. Sein offizielles botanisches Autorenkürzel lautet „van Jaarsv.“.

## Leben und Wirken
Ernst Jacobus van Jaarsveld studierte an der Universität Pretoria und schloss 1975 mit einem Diplom für Gartenbau ab. An der Universität von Natal machte er 1990 seinen Master of Science in Pflanzen-Systematik.
Seit 1974 ist er Mitarbeiter in den National Botanical Garden, bis 1976 in Lowveld und danach in Kirstenbosch. Als Spezialist für sukkulente Pflanzen bereiste er mehrere Provinzen in Südafrika und führte ausgedehnte Expeditionen durch. In Kirstenbosch ist er für das 1996 gegründete Botanical Society Konservatorium verantwortlich und erhielt dafür einen NBI Chairman Award.
Als Autor und Co-Autor hat er über 80 neue Pflanzenarten beschrieben und ist Mitglied in der IOS.

## Auszeichnungen
- Hans-Herre-Medaille von der Succulent Society of South Africa für die Erforschung der südafrikanischen Pflanzen, 2003
- Dudley-D’Ewes-Medaille für die Förderung der südafrikanischen Pflanzen

## Werke
- Gasterias of South Africa : a new revision of a major succulent group, Fernwood Press, 1994
- Succulents of South Africa : a guide to the regional diversity, Cape Town, Tafelberg, 2000
- Cotyledon and Tylecodon, Hatfield, South Africa, Umdaus Press, 2004.
- Aizoaceae, Ulmer, Stuttgart 2004
- The Southern African Plectranthus: And the Art of Turning Shade to Glade, Fernwood Press, 2007